# 上田耕行
上田 耕行（うえだ やすゆき）は、日本のアニメプロデューサー。NBCユニバーサル・エンターテイメントジャパン合同会社所属。

## 来歴
プロデューサーおよび脚本家としての代表作は『serial experiments lain』。コンピュータゲーム『NOëL』では監督を務め、『serial experiments lain』のコンピュータゲームや、セガサターン用ソフト『バッケンローダー』の製作にも携わった。 安倍吉俊の才能を見出した人物でもある。
ゲーム『NOëL 〜La neige〜』では、当時まだ声優未経験だった水樹奈々を見出し、ヒロイン役兼主題歌に抜擢した。また、水樹奈々のエッセイ『深愛』では、実名こそ出されていないものの、『NOëL 〜La neige〜』のディレクターに正式にCDデビューのオファーをされたが、身内からの横槍により最終的にCDデビューは実現しなかった旨の記述がある。
名前が難読であることから作品のクレジットとしてはアルファベット表記の「ueda yasuyuki」名義になっていることが多い。
音楽プロデューサーとしては、飯塚雅弓や山本麻里安を担当しており、2001年1月26日に発売された飯塚雅弓の3rdシングル『caress/place to be』では、飯塚の希望を叶える為、ウルフ・トレッソンのサウンドプロデュースとスウェーデンでのレコーディングを実現させるなど奔走し、音楽プロデューサーとしても高い評価を得ている。
現在の所属会社であるNBCユニバーサル・エンターテイメントジャパンのアニメーションスタッフで、前身であるパイオニアLDCがアニメーション事業に参入した第一弾作品であるOVA、『天地無用! 魎皇鬼』の制作に企画段階から携わっている唯一のスタッフとなっている。

## エピソード
別名義にジェロニモ本郷があり、自身がプロデューサーを担当した菜々子解体診書ではジェロニモ本郷名義で作詞を担当している。しかし、その際に歌詞の内容が社内問題にまで発展してしまい、取締役会から呼び出しを受け、取締役会の席上で企画の内容や歌詞の意味など事細かに報告させられる破目に陥ったこともある。

## 作品一覧

### テレビアニメ
- 1996年 魔法少女プリティサミー（製作担当）
- 1997年 新・天地無用!（製作担当）
- 1997年 バトルアスリーテス大運動会（アシスタントプロデューサー）
- 1998年 時空転抄ナスカ（プロデューサー）
- 1998年 serial experiments lain（プロデューサー）
- 1999年 課長王子（音楽プロデューサー）
- 2000年 NieA_7（プロデューサー）
- 2001年 HELLSING（プロデューサー）
- 2002年 灰羽連盟（プロデューサー）
- 2003年 TEXHNOLYZE（プロデューサー）
- 2004年 恋風（プロデューサー）
- 2006年 Ergo Proxy（音楽プロデューサー）
- 2007年 シグルイ（プロデューサー）
- 2009年 RIDEBACK（プロデューサー）
- 2011年 灼眼のシャナIII -Final-（プロデュース）
- 2012年 あの夏で待ってる（アソシエイトプロデューサー）
- 2012年 ヨルムンガンド（企画協力）
- 2012年 To LOVEる -とらぶる- ダークネス（プロデュース）
- 2012年 ヨルムンガンド PERFECT ORDER（企画協力）
- 2013年 ゆゆ式（企画協力）
- 2013年 とある科学の超電磁砲S（プロデュース）
- 2013年 ダンガンロンパ 希望の学園と絶望の高校生 The Animation（エグゼクティブプロデューサー）
- 2013年 凪のあすから（企画協力）
- 2013年 東京レイヴンズ（企画協力）
- 2014年 神撃のバハムート GENESIS（プロデュース協力）
- 2015年 終わりのセラフ（チーフプロデューサー）
- 2015年 To LOVEる -とらぶる- ダークネス 2nd（プロデュース）
- 2015年 スタミュ（企画協力）
- 2016年 ダンガンロンパ3 -The End of 希望ヶ峰学園-（プロデューサー）
- 2016年 DRIFTERS（プロデューサー）
- 2017年 スタミュ(第2期)（企画協力）
- 2017年 神撃のバハムート VIRGIN SOUL（プロデュース協力）
- 2018年 覇穹 封神演義（企画協力）
- 2018年 ゴールデンカムイ（エグゼクティブプロデューサー）
- 2019年 スタミュ(第3期)（企画協力）
- 2022年 農民関連のスキルばっか上げてたら何故か強くなった。（エグゼクティブプロデューサー）

### OVA
- 1995年 楽勝!ハイパー♥ドール（プロデューサー）
- 1999年 菜々子解体診書（プロデューサー）
- 2006年 HELLSING（プロデューサー）
- 2006年 BALDR FORCE EXE RESOLUTION（プロデューサー）
- 2012年 ToHeart2 ダンジョントラベラーズ（アソシエイトプロデューサー）
- 2012年 乃木坂春香の秘密 ふぃな～れ♪（プロデュース）
- 2017年 スーパーダンガンロンパ2.5 狛枝凪斗と世界の破壊者（プロデューサー）

### アニメ映画
- 1997年 劇場版 天地無用! 真夏のイヴ（制作応援）
- 2013年 劇場版 とある魔術の禁書目録 -エンデュミオンの奇蹟-（プロデュース）
- 2013年 劇場版 薄桜鬼 第一章 京都乱舞（製作委員会）
- 2014年 劇場版 薄桜鬼 第二章 士魂蒼穹（製作委員会）